# Peter Straub
Peter Francis Straub (Milwaukee, 2 marzo 1943 – New York, 4 settembre 2022) è stato uno scrittore e poeta statunitense, conosciuto soprattutto per le sue opere di genere fantastico e horror.

## Biografia
Dopo successi alterni grazie a due romanzi pubblicati nella metà degli anni settanta, Straub scrisse il suo primo romanzo sul soprannaturale (Julia) nel 1976; quindi scrisse altri romanzi sullo stesso genere, come Patto di sangue (If You Could See Me Now) (1977) e Ghost Story (1979), suo quinto romanzo che gli diede grande fama internazionale, considerato da Stephen King uno dei migliori romanzi gotici dell'orrore. Questo romanzo fu poi adattato anche in un film del 1981 con Fred Astaire. Negli anni seguenti furono pubblicati altri romanzi horror, con un successo crescente, fra i quali Il talismano (The Talisman) (1984) e La casa del buio (Black House) (2001), due horror fantastici, creati con la collaborazione di un amico di vecchia data di Straub, Stephen King.
Dopo un periodo di stasi, Straub riemerse nel 1988 con il romanzo Koko, una storia sul Vietnam non di soprannaturale, ma comunque allo stesso modo terrificante. Koko fu seguito nei primi anni novanta dai due romanzi Mystery e The Throat, i quali insieme a Koko formano la cosiddetta "Trilogia della Rosa Blu".
Nel 1996 Straub scrisse un ambizioso thriller chiamato The Hellfire Club, nel quale applicò molti elementi della trilogia della Rosa Blu ad un'ambientazione e una trama molto più gotica; dello stesso periodo Mr. X, sul tema del doppelgänger.
È morto all'età di 79 anni il 4 settembre 2022.

## Riconoscimenti
- Premio Bram Stoker
  - Premio Bram Stoker al romanzo
    - 1993: vincitore - The Throat
    - 1996: candidato - The Hellfire Club
    - 1999: vincitore - Mr. X
    - 2001: candidato - La casa del buio
    - 2003: vincitore - Lost Boy, Lost Girl
    - 2004: vincitore - In The Night Room
    - 2010: vincitore - La cosa oscura

  - Premio Bram Stoker al racconto lungo
    - 1998: vincitore - Mr. Clubb and Mr. Cuff
    - 2011: vincitore - La Ballata di Ballard e Sandrine

  - Premio Bram Stoker alla raccolta narrativa
    - 1990: candidato - Houses Without Doors
    - 2000: vincitore - Magic Terror
    - 2007: vincitore - 5 Stories

  - Premio Bram Stoker al Piccolo romanzo
    - 1988: candidato - The Juniper Tree

  - Premio Bram Stoker alla carriera
    - 2005: vincitore

- Premio World Fantasy
  - 1981: candidato - Shadowland
  - 1985: candidato - Il talismano
  - 1989: vincitore - Koko
  - 1991: candidato - Houses Without Doors
  - 1993: vincitore - Il villaggio fantasma
  - 1994: candidato - The Throat
  - 1995: candidato - Fee
  - 1999: candidato - Mr. Clubb and Mr. Cuff
  - 2001: candidato - Magic Terror: Seven Tales
  - 2003: candidato - Conjunctions 39: The New Wave Fabulists
  - 2010: vincitore - American Fantastic Tales: Terror and the Uncanny: From Poe to the Pulps/From the 1940s to Now
  - 2010: vincitore - Premio alla carriera
- International Horror Guild Awards
  - 2008: vincitore - Leggenda vivente
- World Horror Grandmaster
  - 1997: vincitore

## Opere

### Narrativa

#### Romanzi
- 1973 – Marriages
- 1975 – Julia (edizione italiana: Editoriale Corno, 1979, trad. Fenisia Giannini)
- 1976 – Patto di sangue (If You Could See Me Now, Armenia Editore, 1991, trad. Maria Teresa Marenco ISBN 883440470X)
- 1979 – Ghost Story (edizione italiana: Editore Arnoldo Mondadori Editore, 1982, trad. Francesco Franconeri con il titolo La casa dei fantasmi)
- 1980 – Shadowland
- 1983 – Il drago del male (Floating Dragon, Sperling & Kupfer, 1983, trad. Tullio Dobner)
- 1984 – Under Venus
- 1988 – Koko (Sperling & Kupfer, 1991, trad. Sofia Mohamed ISBN 8820011840)
- 1990 – Mystery (Sperling & Kupfer, 1991, trad. Tullio Dobner ISBN 8820012294)
- 1993 – The Throat
- 1995 – The Hellfire Club
- 1999 – Mr. X
- 2003 – Lost Boy, Lost Girl
- 2004 – In The Night Room
- 2010 – La cosa oscura (A Dark Matter, Sperling & Kupfer, 2011, trad. Tullio Dobner ISBN 9788820050740)

#### Collaborazioni con Stephen King
- 1984 – Il talismano (The Talisman, Sperling & Kupfer, 1986, trad. Tullio Dobner ISBN 8820005220)
- 2001 – La casa del buio (Black House, Sperling & Kupfer, 2002, trad. Maria Teresa Marenco ISBN 8820032899)

#### Raccolte di racconti
- 1990 – Houses Without Doors
- 2000 – Magic Terror
- 2004 – A Little Blue Book of Rose Stories
- 2007 – 5 Stories
- 2010 – The Juniper Tree and Other Stories

#### Poesia
- 1971 – My Life in Pictures
- 1972 – Ishmael
- 1972 – Open Air
- 1983 – Leeson Park and Belsize Square: Poems 1970 - 1975

#### Saggistica
- 2006 – Sides